# Агитатор армии и флота
Агитатор Армии и Флота — советский и российский военно-политический журнал. Издавался в Москве с 1942 по 1993 годы, с периодичностью 1 раз в 2 недели под различными названиями: «Блокнот агитатора Красной армии» (1942-46), «Блокнот агитатора Вооружённых Сил» (1946-50), «Блокнот агитатора Советской армии» (1950-53), «Блокнот агитатора» (1953-76). В апреле 1993 преемником журнала стал «Собеседник воина». С прекращением в 1994 его выпуска тематика журнала передана «Ориентиру», с его закрытием в 2017 году тематика передана в журнал «Армейский сборник» Министерства обороны РФ.
Пропагандировал героизм воинов армии и флота; освещал внутреннюю и внешнюю политику государства; рассказывал о преобразованиях в военном деле; обобщал и распространял опыт деятельности пропагандистов и агитаторов; публиковал статьи государственных и военных деятелей, учёных-обществоведов.
Начинался с августа 1942 года как массовый журнал Главного политического управления Советской Армии и ВМФ в помощь армейским и флотским агитаторам. Публиковал материалы о подвигах советских людей на фронте и в тылу на русском, азербайджанском, армянском, грузинском, казахском, узбекском, татарском языках.
После Войны основными задачами журнала стали: разъяснение политики КПСС и Советского правительства по вопросам строительства Вооруженных Сил, пропаганда революционных, боевых и трудовых традиций советского народа и его Вооруженных Сил, разъяснение требований военной присяги и уставов, обобщение опыта армейских и флотских агитаторов.
Среди сотрудничавших авторов: график Аввакумов, Николай Михайлович; советский лингвист-тюрколог, один из основоположников казахского языкознания Аманжолов, Сарсен Аманжолович; российский историк армии Оленев, Максим Борисович; советский и российский писатель, публицист, член Союза писателей СССР, участник Великой Отечественной войны, полковник Борзунов, Семён Михайлович.